# Tympanogaster hypipamee
Tympanogaster hypipamee är en skalbaggsart som beskrevs av Perkins 2006. Tympanogaster hypipamee ingår i släktet Tympanogaster och familjen vattenbrynsbaggar. Inga underarter finns listade i Catalogue of Life.